# Pratt & Whitney R-1340
Der Pratt & Whitney R-1340 (auch P & W „Wasp“ genannt) war der erste Flugmotor des US-amerikanischen Herstellers Pratt & Whitney. Das Triebwerk aus der P & W „Wasp“-Motorenfamilie war ein großer wirtschaftlicher Erfolg und wurde in zahlreichen Flugzeugen und Hubschraubern verwendet.
Der luftgekühlte Neunzylinder-Sternmotor hat einen Hubraum von 1340 Kubikzoll (ca. 22 Litern). Nachdem der zunächst 430 PS leistende R-1340 seine ersten Prüfstandsläufe Ende Dezember 1925 erfolgreich absolviert hatte, wurden 34.966 Motoren bis 1960 gefertigt.

## Versionen
- R-1340-16: 557 PS (ca. 410 kW)
- R-1340-27: 507 PS (ca. 370 kW)
- R-1340-51: 608 PS (ca. 450 kW)
- R-1340-57: 608 PS (ca. 450 kW)

## Verwendung (Auswahl)
- Ayres Thrush
- Boeing Model 266
- Curtiss O-52
- De Havilland Canada DHC-3 Otter
- Fairchild 71
- Ford Trimotor
- Lockheed Vega
- Noorduyn Norseman
- North American T-6
- Sikorsky S-38
- Piasecki HRP
- Granville Gee Bee R-1

## Technische Daten (R-1340-16)
- Bohrung: 5,75 inch (146 mm)
- Hub: 5,75 inch (146 mm)
- Hubraum: 1340 Kubikzoll (22 Liter)
- Leistung: 557 PS (410 kW)
- Verdichtung: 6,2:1
- Länge: 1222 mm
- Durchmesser: 1281 mm
- Gewicht: 476 kg